# Searchin'
Searchin' è un brano musicale del duo Leiber-Stoller registrato dai Coasters, e da essi pubblicato su un 45 giri, assieme a Young Blood; il singolo giunse alla terza posizione di Billboard Hot 100 ed alla prima della classifica R&B.

## Reinterpretazioni del brano

### The Beatles
Searchin' era nel repertorio dei Quarrymen, la band pre-Beatles, per cui il gruppo la eseguiva dal vivo fra la fine degli anni cinquanta e l'inizio dei Sixties. A Liverpool era arrivata la voce che un uomo, "oltre le colline", aveva una copia del 45 giri; quella persona, conosciuta dal batterista Colin Hanton, "prestò" l'SP a John e Paul, che però non glielo restituirono mai. Nel Cavern Club c'erano due abituèes, chiamate Chris e Val, che chiedevano frequentemente a McCartney di cantare Searchin'. I Fab Four la eseguirono alla fine della loro audizione (fallita) per la Decca Records del 1º gennaio 1962; di questa versione, l'unica registrata dal gruppo, un edit, dove venne omessa l'introduzione, apparve sull'Anthology 1. La versione completa iniziò a circolare su bootlegs, come The Decca Tapes, a partire dagli anni settanta.

#### Formazione
- Paul McCartney: voce, basso elettrico
- John Lennon: cori, chitarra ritmica
- George Harrison: cori, chitarra solista
- Pete Best: batteria[1]

### Altre versioni
- Frankie Lymon & The Teenagers - luglio 1958
- The Crickets - 1962
- The Hollies - 1963
- Wanda Jackson - marzo 1964
- The Spencer Davis Group - maggio 1965
- The Lovin' Spoonful - giugno 1966
- The Kingsmen - 1966
- Otis Blackwell - 1977
- The Bobs - 1994[5]